# Sistema de Bombardeio Orbital Fracionado
Sistema de Bombardeio Orbital Fracionado (em inglês: Fractional Orbital Bombardment System) ou FOBS, é a designação de um sistema de lançamento de armas nucleares desenvolvido na década de 1960 pela União Soviética. Foi um dos primeiros esforços soviéticos para usar o espaço para lançar armas, o FOBS pretendia lançar ogivas nucleares em órbita terrestre baixa, entes de lança-las em seus alvos em terra.

## Origens

Esquema de funcionamento do sistema FOBS.

Alguns oficiais soviéticos começaram a expressar o desejo de armas do tipo FOBS, logo após o lançamento do Sputnik 1. No início da década de 1960, a União Soviética sentiu que possuindo um sistema do tipo FOBS seria uma sequência natural, considerando que eles acreditavam que os Estados Unidos já estavam planejando usar o espaço para montar um sistema de ataques nucleares. O sucesso do Programa Vostok que apresentou o fato de um foguete ter colocado um ser humano em órbita e ter pousado num ponto específico predeterminado, fez com que esse tipo de arma se tornasse mais viável.